# عرش أول
العرش الأول (باليونانية: πρωτόθρονος)‏، "پروتوثونوس") هو مصطلح إڠريقي يستخدم في الكنيسة الأرثوذكسية الشرقية للدلالة على الأسبقية بين الأساقفة (أو بالأحرى كراسيهم). وبالتالي يمكن أن يشير إلى الأسقف المتروپوليتي الأول داخل البطريركية، أو الأول بين أساقفة الأسقفية في الكرسي المتروپوليتي. غالبًا ما تم رفع مثل هؤلاء الأساقفة بدورهم في فصل الأساقفة أو عواصم المتروپوليت.